# Звиняцька сільська рада
Звиня́цька сільська́ ра́да — колишня адміністративно-територіальна одиниця та орган місцевого самоврядування в Чортківському районі Тернопільської області. Адміністративний центр — с. Звиняч.

## Загальні відомості
Звиняцька сільська рада утворена в 1939 році.
- Територія ради: 33,322 км²
- Населення ради: 1 384 особи (станом на 2001 рік)

## Історія
Перша сільська рада розпочала свою діяльність у вересні 1939 року.
У квітні 1944 року після визволення від німецьких загарбників сільська рада відновила свою діяльність.
26 листопада 2020 року увійшла до складу Білобожницької сільської громади.

## Географія
Звиняцька сільська рада межувала з Бичківською, Косівською сільськими радами — Чортківського району, та Вербівецькою та Буданівською сільськими радами — Теребовлянського району і Тудорівською сільською радою — Гусятинського району.

## Населені пункти
Сільській раді підпорядковані населені пункти:
- с. Звиняч
- с. Скомороше

## Склад ради

### Керівний склад попередніх скликань

#### Голови ради
| Прізвище, ім'я, по батькові | Основні відомості                                                               | Дата обрання | Дата звільнення |
| --------------------------- | ------------------------------------------------------------------------------- | ------------ | --------------- |
| Вовк Марія Михайлівна       | Сільський голова                                                                | 1990         | 1994            |
| Марцінів Василь Франкович   | Сільський голова                                                                | 1994         | 1998            |
| Безушко Надія Олексіївна    | Сільський голова                                                                | 1998         | 2002            |
| Сташків Михайло Федорович   | Сільський голова                                                                | 2002         | 2006            |
| Безушко Надія Олексіївна    | Сільський голова, 1959 року народження, освіта середня спеціальна, позапартійна | 26.03.2006   | 31.10.2010      |
| Безушко Надія Олексіївна    | Сільський голова, 1959 року народження, освіта середня спеціальна, позапартійна | 31.10.2010   | 25.10.2015      |
| Безушко Надія Олексіївна    | Сільський голова, 1959 року народження, освіта середня спеціальна, позапартійна | 25.10.2015   | 26.11.2020      |

Примітка: таблиця складена за даними сайту Верховної Ради України

#### Секретарі ради
| Прізвище, ім'я, по батькові | Основні відомості | Дата обрання | Дата звільнення |
| --------------------------- | ----------------- | ------------ | --------------- |
| Градова Ольга Степанівна    | Секретар          | 1990         | 1994            |
| Градова Ольга Степанівна    | Секретар          | 1994         | 1998            |
| Градова Ольга Степанівна    | Секретар          | 1998         | 2002            |
| Градова Ольга Степанівна    | Секретар          | 2002         | 2006            |
| Градова Ольга Степанівна    | Секретар          | 2006         | 2010            |
| Градова Ольга Степанівна    | Секретар          | 2010         | 2015            |
| Градова Ольга Степанівна    | Секретар          | 2015         | 2020            |

### Депутати

#### VII скликання
За результатами місцевих виборів 2015 року депутатами ради стали:
1. Пасічник Тетяна Романівна
2. Федик Людмила Павлівна
3. Полівчук Марія Василівна
4. Гринчишин Володимир Ігорович
5. Градовий Олег Іванович
6. Шкрибайло Галина Іванівна
7. Гоцуляк Ольга Миколаївна
8. Кардинал Галина Павлівна
9. Градова Ольга Степанівна
10. Жиркова Марія Степанівна
11. Красовська Марія Михайлівна
12. Чулик Світлана Іванівна

#### VI скликання
За результатами місцевих виборів 2010 року депутатами ради стали:
1. Ткачук Михайло Васильович
2. Грошко Роман Іванович
3. Федик Людмила Павлівна
4. Полівчук Марія Василівна
5. Марцінів Іван Франкович
6. Швед Галина Михайлівна
7. Шкрибайло Степан Антонович
8. Мельник Андрій Степанович
9. Гоцуляк Ольга Миколаївна
10. Мальований Павло Іванович
11. Ганиш Ярослав Володимирович
12. Градова Ольга Степанівна
13. Бодьо Андрій Іванович
14. Мальована Галина Василівна
15. Чулик Світлана Іванівна
16. Гринчишин Марія Василівна

#### V скликання
За результатами місцевих виборів 2006 року депутатами ради стали:

#### IV скликання
За результатами місцевих виборів 2002 року депутатами ради стали:
1. Гринчишин Марія Василівна
2. Градова Ганна Миколаївна
3. Федик Людмила Павлівна
4. Полівчук Марія Василівна
5. Швед Галина Михайлівна
6. Бучковський Володимир Іванович
7. Слонь Марія Миколаївна
8. Тарнавська Марія Іванівна
9. Панців Василь Гнатович
10. Данилишин Іван Іванович
11. Рудько Надія Василівна
12. Градова Ольга Степанівна
13. Король Сергій Дмитрович
14. Шастко Микола Михайлович
15. Драбик Леся Михайлівна

#### III скликання
За результатами місцевих виборів 1998 року депутатами ради стали:
1. Гринчишин Марія Василівна
2. Градова Ганна Миколаївна
3. Боднар Євген Іванович
4. Полівчук Марія Василівна
5. Швед Галина Михайлівна
6. Мельничук Степан Васильович
7. Гринчишин Ігор Гнатович
8. Захаров Микола Іванович
9. Панців Василь Гнатович
10. Ласківська Василина Миколаївна
11. Ворончук Роман Васильович
12. Градова Ольга Степанівна
13. Король Сергій Дмитрович
14. Шеремета Ольга Іванівна
15. Дикун Наталія Володимирівна

#### II скликання
За результатами місцевих виборів 1994 року депутатами ради стали:
1. Піць Марія Василівна
2. Боднар Євген Іванович
3. Воробець Степан Васильович
4. Швед Галина Михайлівна
5. Градова Ольга Степанівна
6. Кобеля Ярослав Федорович
7. Градовий Іван Іванович
8. Сташків Наталія Романівна
9. Градова Ганна Миколаївна
10. Стельмах Ганна Володимирівна
11. Крайча Надія Ярославівна
12. Чуйко Петро Йосипович
13. Мельник Михайло Петрович

#### I скликання
За результатами місцевих виборів 1990 року депутатами ради стали:
1. Скуржанський Роман Андрійович
2. Градова Ганна Миколаївна
3. Піць Марія Василівна
4. Предик Марія Йосипівна
5. Градова Ольга Степанівна
6. Дрипка Іван Григорович
7. Марцінів Василь Франкович
8. Кобеля Ярослав Федорович
9. Полівчук Марта Петрівна
10. Боднар Галина Василівна
11. Задорожний Михайло Петрович
12. Ясінчук Ганна Мирославівна
13. Рудько Надія Василівна
14. Костишин Марія Іванівна
15. Слонь Марія Миколаївна
16. Стахів Роман Іванович
17. Бонзоляк Михайло Іванович
18. Мельник Надія Миколаївна
19. Вовк Марія Михайлівна
20. Драбик Леся Михайлівна